# Studio artistico Mansudae
Lo studio artistico Mansudae (만수대창작사?, 萬壽臺創作社?, Mansudae ChangjaksaLR, Mansudae Ch'angjaksaMR), noto anche come Mansudae Art Studio, è uno studio d'arte della Corea del Nord situato nel distretto di Pyeongcheon, Pyongyang. Fondato il 17 novembre 1959, è uno dei più grandi centri di produzione artistica del mondo, con un'area di oltre 120 000 m2. Lo studio impiega circa 4 000 persone, 1 000 delle quali sono artisti scelti dalle migliori accademie della Corea del Nord, di cui la maggior parte è laureata all'Università Kim Il-sung di Pyongyang. Lo studio è composto da 13 gruppi, compresi quelli per xilografie, disegni a carboncino, ceramiche, ricami e "pittura a gioielli". Lo studio ha prodotto molti dei monumenti più importanti della Corea del Nord, come il Monumento alla fondazione del Partito, la Statua del Chollima e il Grande monumento Mansudae. La sua divisione commerciale estera è nota come Mansudae Overseas Project, che dal 2014 ha creato monumenti per 18 nazioni africane e asiatiche. Tutti i ritratti della famiglia Kim sono prodotti dallo studio. Dal 2009, lo studio ha una propria sede anche nel 798 Art District di Pechino in Cina, noto come Mansudae Art Museum.
Prima della sua morte nel 2011, lo studio ha operato sotto la "guida speciale" di Kim Jong-il.

## Organizzazione e gestione

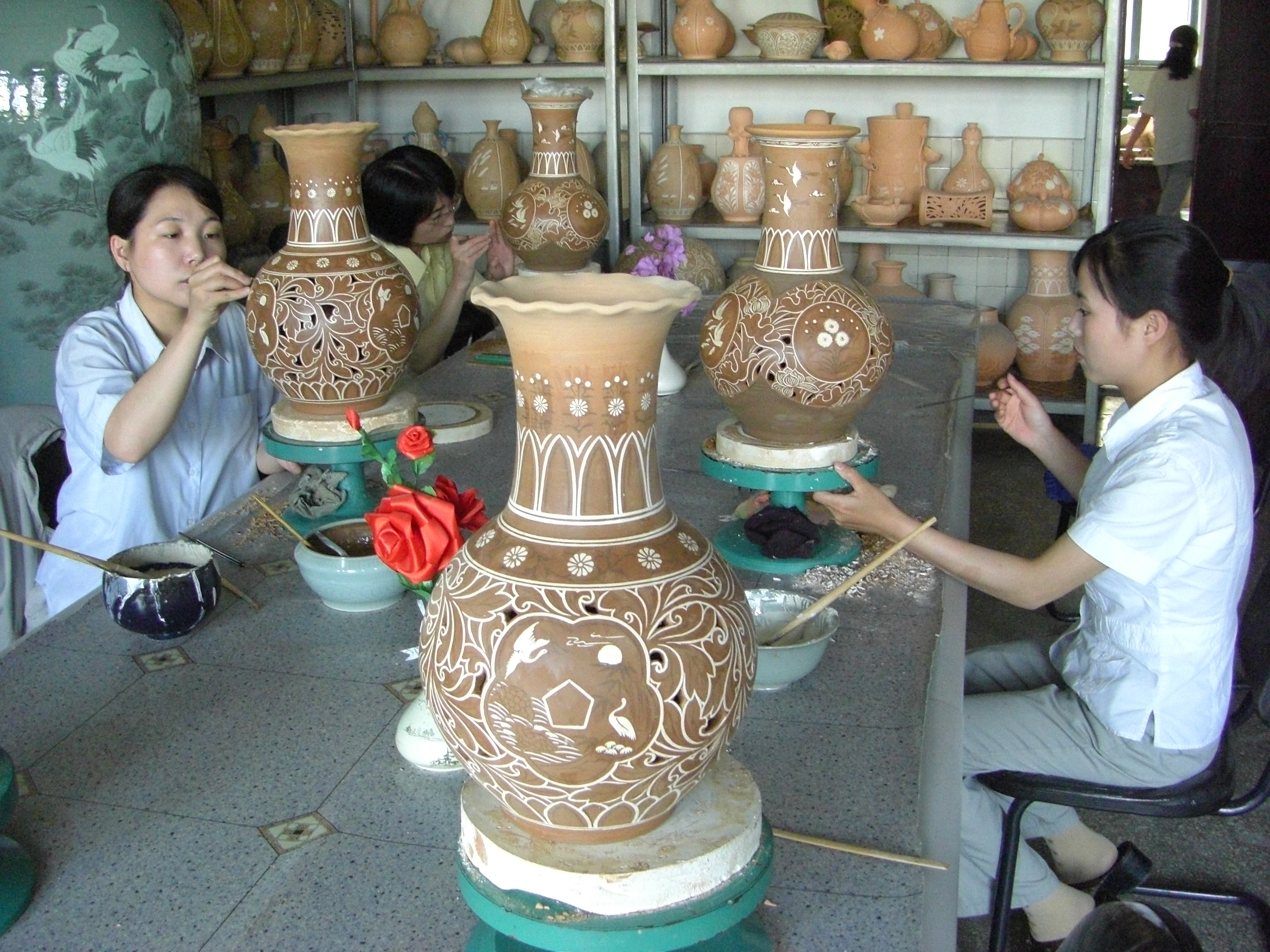
Artisti che lavorano sulla ceramica al Mansudae Art Studio

Lo studio è composto da circa 4 000 lavoratori, 1 000 dei quali sono artisti di età compresa tra i 20 e i 60 anni e selezionati dalle migliori accademie del paese, in particolare dall'Università Kim Il-sung di Pyongyang. Lo studio occupa oltre 120 000 m2 di cui 80 000 al coperto. Lo studio è simile a un campus universitario e comprende uno stadio di calcio, una sauna, una clinica medica, una cartiera, una scuola materna e un negozio di souvenir. Lo studio è una delle destinazioni approvate dal governo nordcoreano per i turisti stranieri e il negozio di souvenir permette di acquistare prodotti dell'arte nordcoreana. Lo studio è composto da tredici gruppi che producono diversi tipi di opere d'arte (dai dipinti a olio alle ceramiche e statue in bronzo), diversi stabilimenti di produzione e più di 50 reparti di fornitura che producono e testano materiali artistici come le pitture.
Secondo il sito ufficiale, lo studio è un centro di produzione di alta qualità che impiega oltre la metà degli artisti della nazione che hanno ricevuto i due più alti titoli artistici disponibili in Corea del Nord, ovvero l'Artista meritevole e l'Artista del popolo. Il gestore del sito web dello studio, l'italiano Pier Luigi Cecioni, ha anche affermato che lo Studio Mansudae riceve direttamente i profitti dalle vendite sul sito web, in quanto dispone di autonomia economica. Lo studio ha una squadra sportiva che prende parte agli annuali Giochi del Premio Paektusan dei dipendenti pubblici.

## Attività

### Dipinti

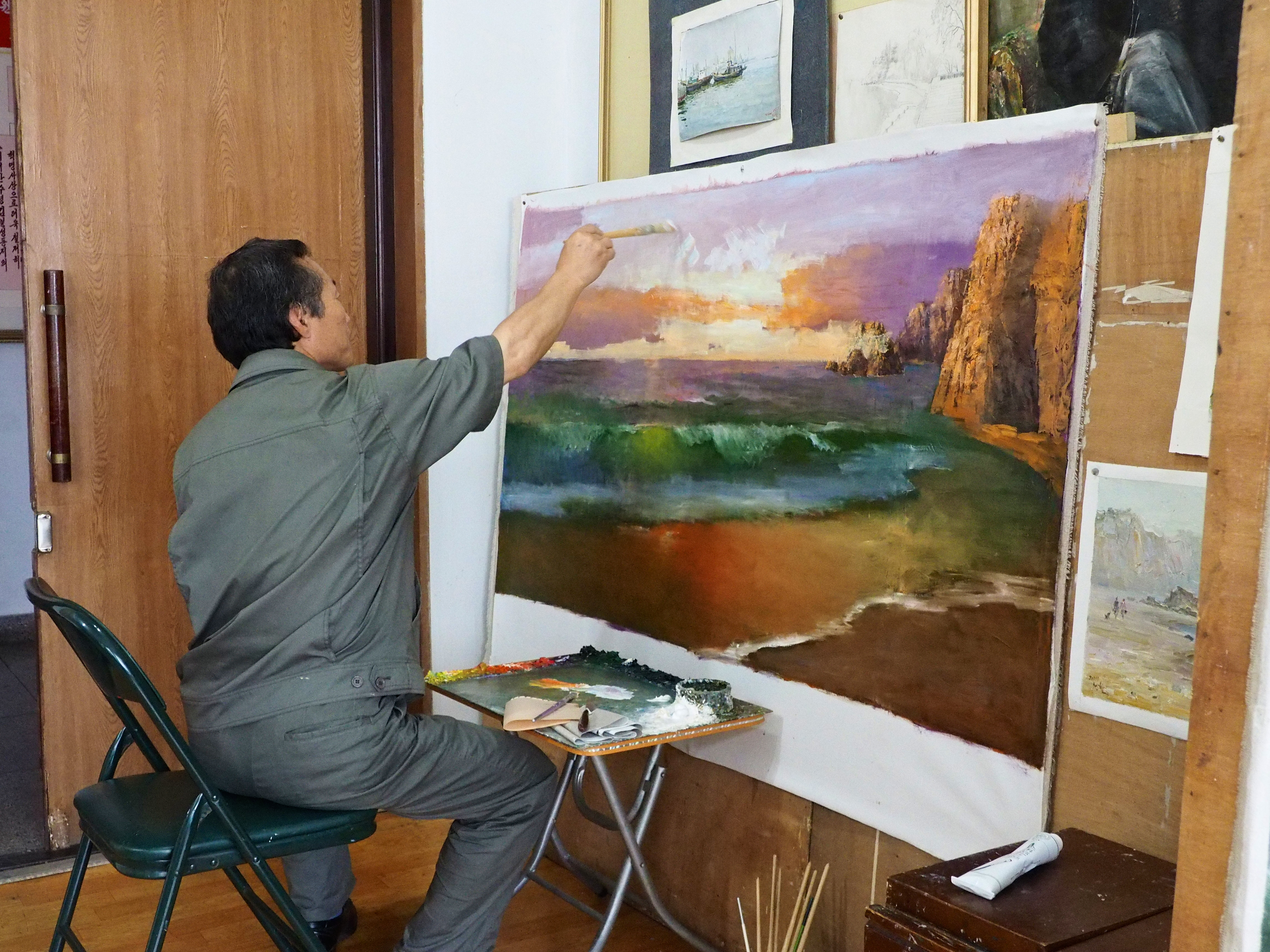
Un artista dello Studio Mansudae mentre dipinge un paesaggio

Mansudae produce molti dipinti, tra cui tutti i ritratti ufficiali di Kim Jong-un, Kim Jong-il e Kim Il-sung. Molti dei dipinti hanno uno stile uniforme di raffigurare la Corea del Nord come un'utopia. Tuttavia, secondo Klaus Klemp, vicedirettore del Museum Angewandte Kuns di Francoforte, gli artisti Mansudae possono "produrre imitazioni kitsch di diversi generi stranieri" che sono probabilmente venduti a livello internazionale. Il sito web ufficiale di Mansudae ha una galleria di dipinti che vanno "dai manifesti di propaganda ai paesaggi lucidi, mazzi di fiori e persino ritratti di famiglia", così come l'occasionale "pittura a gioielli". I dipinti a gioielli sono unici in Corea del Nord e sono realizzati macinando gemme che vengono messe a mano su una tela e non perdono mai la loro forte lucentezza.

### Statue
Lo studio Mansudae ha realizzato statue e sculture presenti in tutta la Corea del Nord, con tre delle opere più importanti e famose: la statua del Chollima, il Monumento alla fondazione del Partito e le statue in bronzo di Kim Il-sung e Kim Jong-il del Grande monumento Mansudae. Questi monumenti sono destinazioni turistiche comuni e le statue dei defunti Kim si trovano in quasi tutti gli itinerari di viaggio della Corea del Nord. 

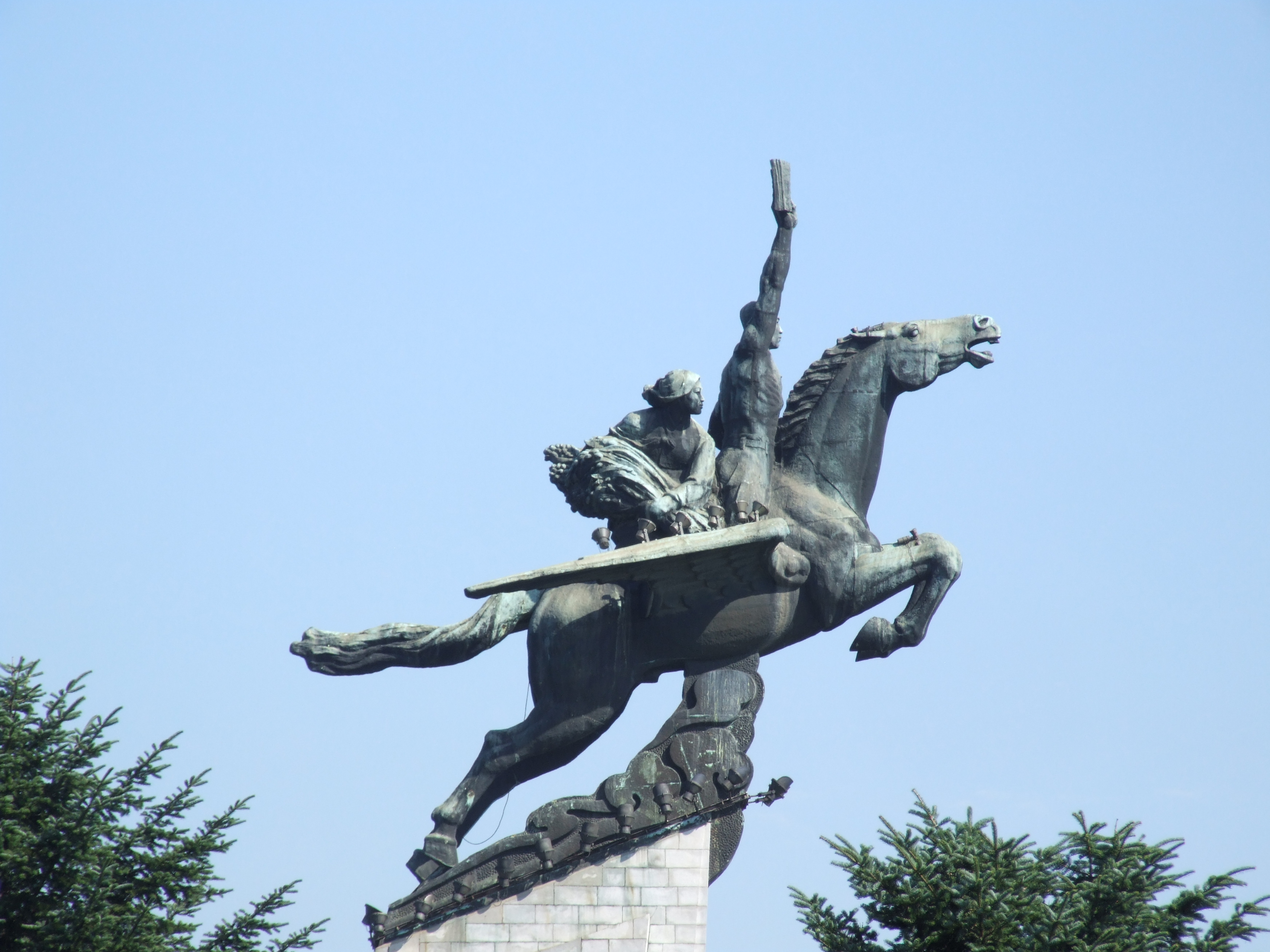
Statua del Chollima
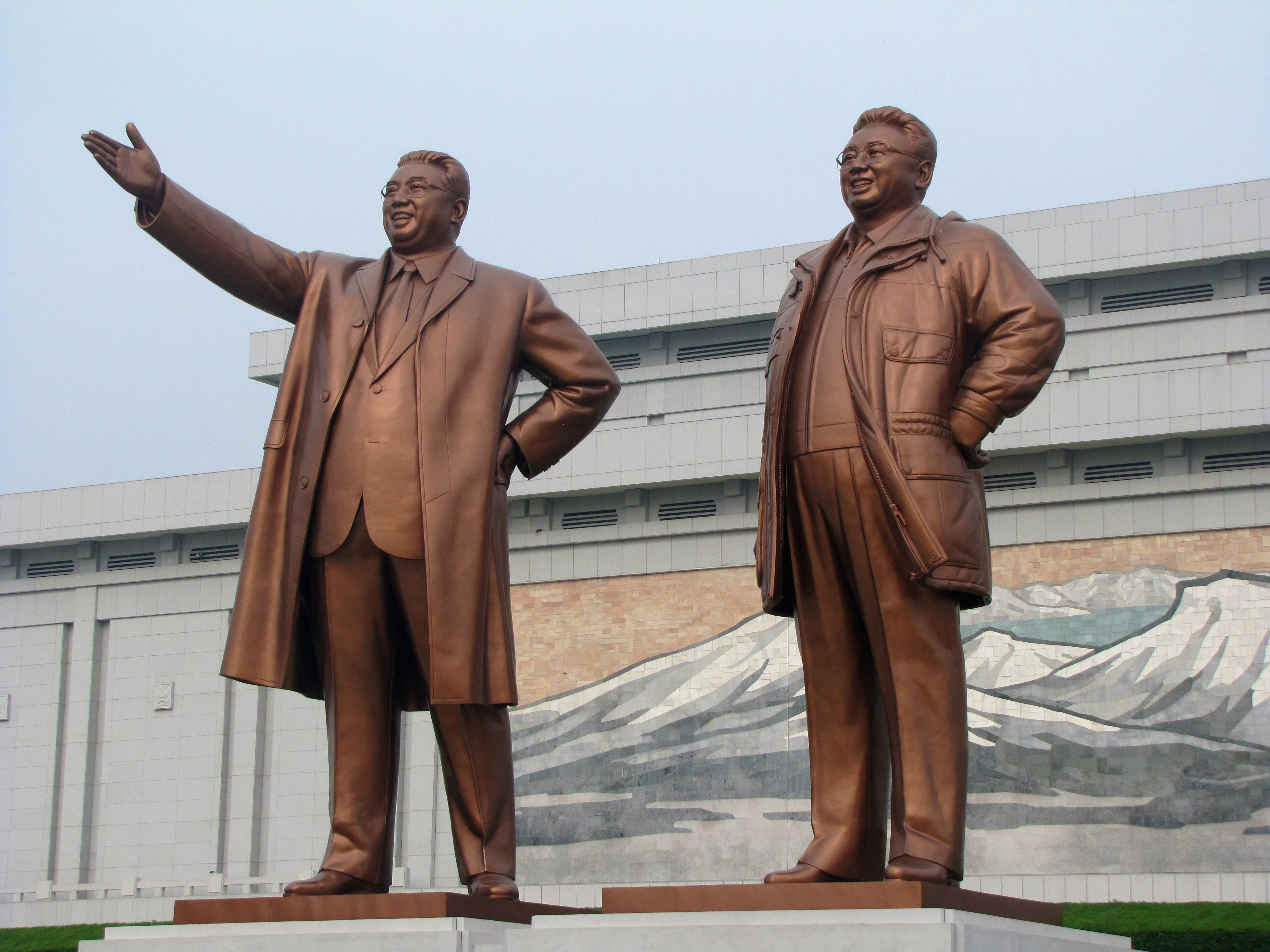
Statue in bronzo di Kim Il-sung e Kim Jong-il al Grande monumento Mansudae
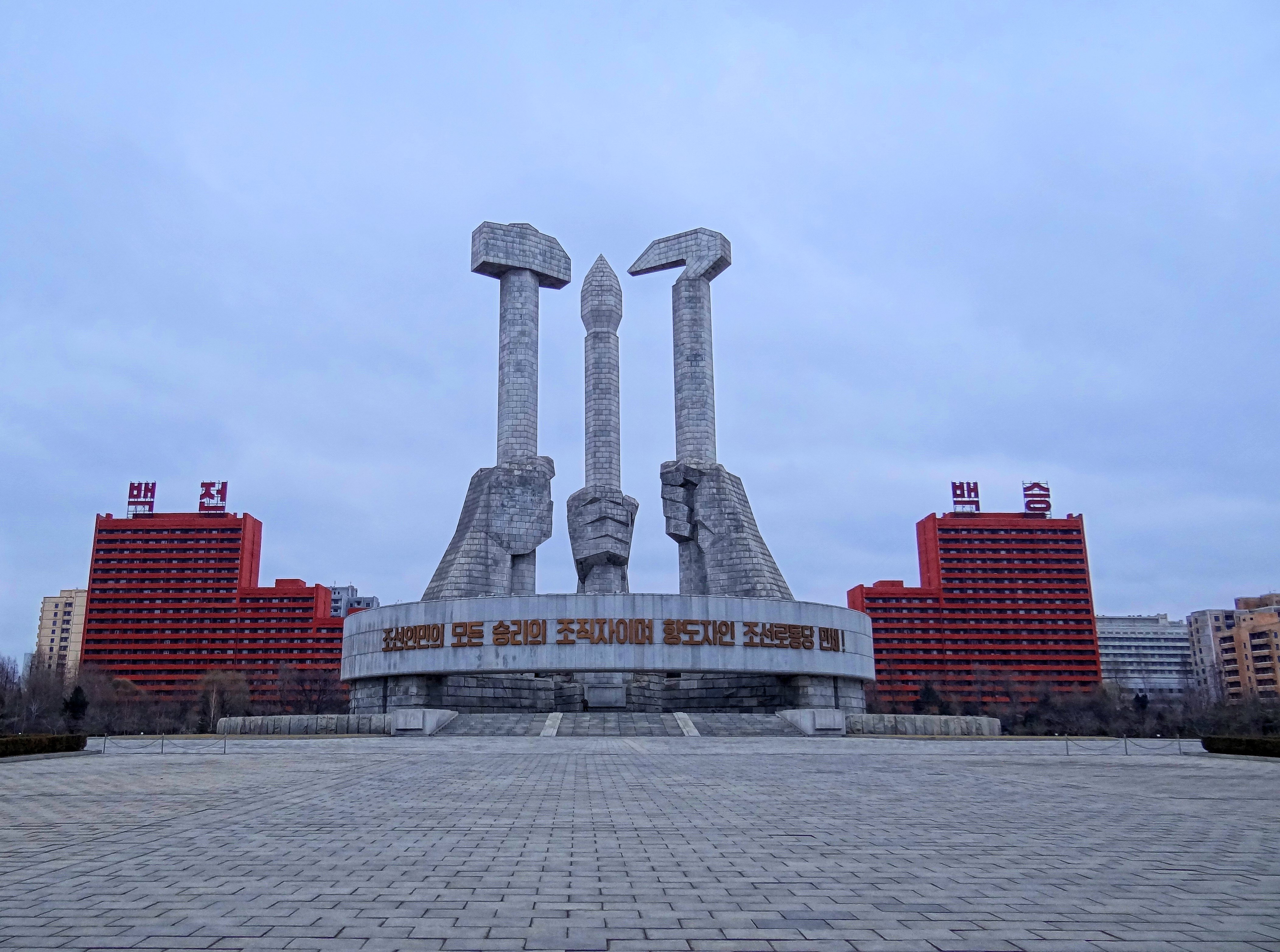
Monumento alla fondazione del Partito, realizzato nel 1995 in occasione del 50º anniversario della fondazione del Partito del Lavoro di Corea

### Mansudae Overseas Projects
Lo studio Mansudae possiede la divisione internazionale Mansudae Overseas Projects, fondata negli anni settanta. La sua attività si concentra in principalmente in Africa, ma sono state realizzate opere anche in Germania, Malaysia e Siria. Il lavoro preliminare viene svolto presso lo studio a Pyongyang ed i progetti vengono testati per determinare la resistenza ai disastri naturali.

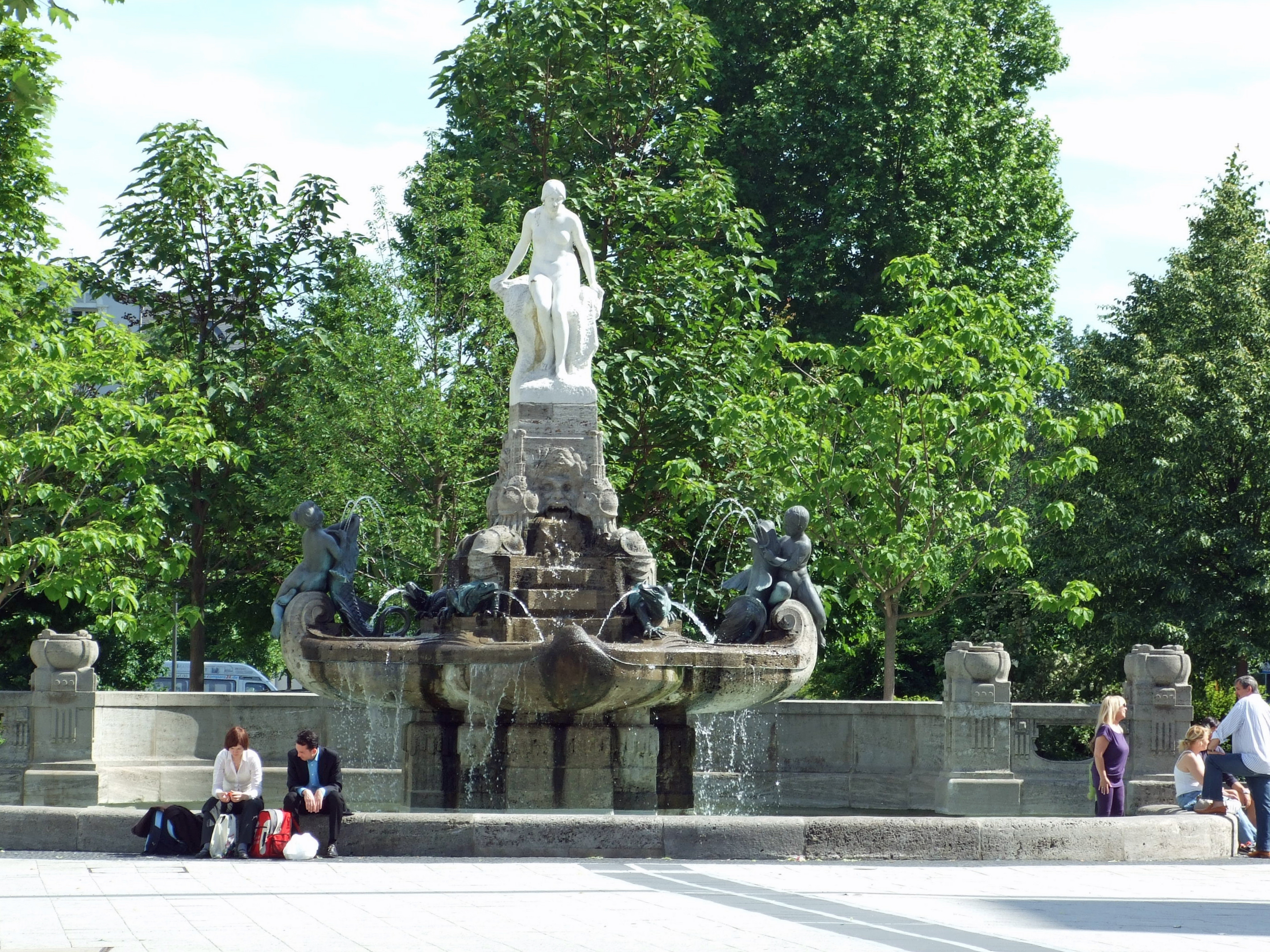
Ricostruzione della Fontana delle fiabe di Francoforte, Germania. L'opera originale era stata fusa dai nazisti durante la seconda guerra mondiale
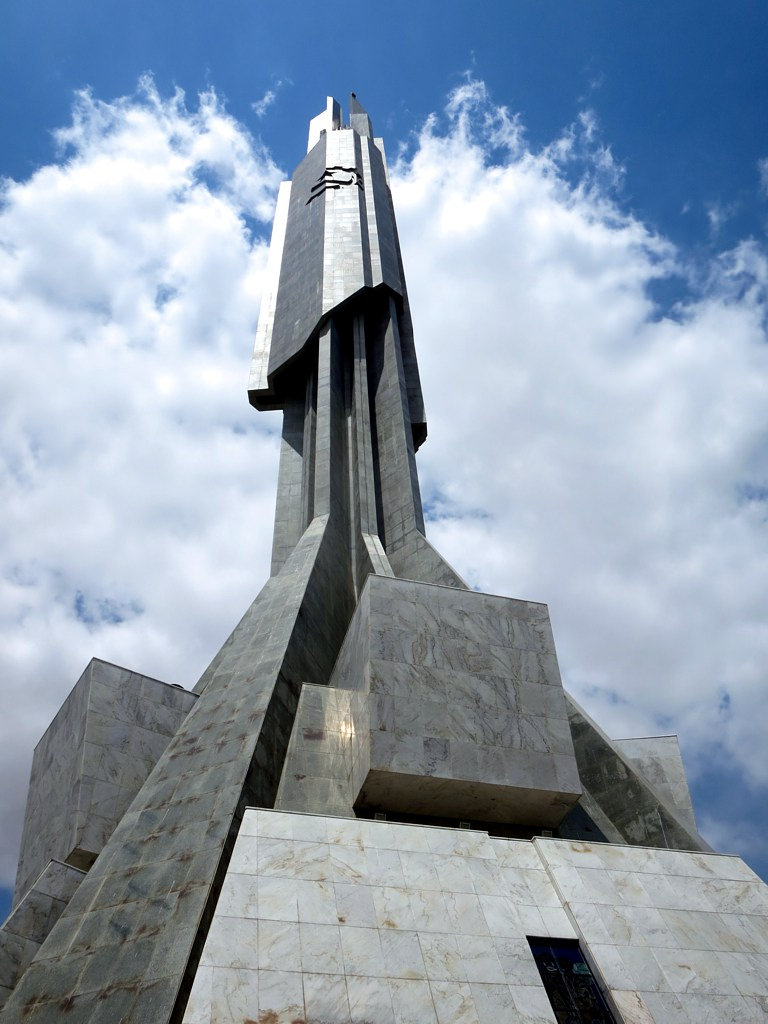
Memoriale di Agostinho Neto a Luanda, Angola

## Mostre
Mansudae organizzò la sua prima mostra all'estero a Londra nel luglio e nell'agosto 2007 presso La Galaria in Pall Mall, curata da David Heather. L'allora ambasciatore partecipò all'inaugurazione. Nel 2009, nonostante molta preparazione da parte di cinque artisti Mansudae invitati, furono presentate opere ad una mostra a Brisbane, in Australia, senza i loro artisti. Sebbene solo uno dei quindici pezzi fossero in stile realista-socialista, il governo australiano ha negato agli artisti le eccezioni al divieto di visto nei confronti della Corea del Nord perché accusati di provenire "dalla macchina della propaganda di Pyongyang". Il 10 ottobre 2013, una popolare mostra Mansudae è stata aperta in una fiera commerciale a Dandong, in Cina. La mostra non ha avuto opere di propaganda e ha venduto 30 pezzi nei primi tre giorni. Nel 2014, David Heather decise di ricreare il successo della mostra del 2007 con un'esposizione presso l'Ambasciata della Corea del Nord nel Regno Unito. Gli artisti Mansudae coinvolti nell'evento sono rimasti a Londra due settimane prima per prepararsi ed erano disponibili a dipingere per le persone mentre erano in Inghilterra.

### Museo d'arte Mansudae
Nel 2009, fu resa nota la presenza dello Studio presentato nella 798 Art Zone di Pechino, in Cina, dove molte delle opere esposte sono in vendita e simili ai dipinti disponibili sul sito web di Mansudae. Il museo vende dipinti, statue e poster (originali e copie) del realismo socialista, oltre a francobolli e cartoline. I temi dei francobolli e delle cartoline spaziano dalla natura alle auto della famiglia Kim, ma sottolineano soprattutto il rapporto tra la Corea del Nord e la Cina. Il museo è la prima galleria d'arte nordcoreana all'estero ed è una destinazione turistica approvata dalla Corea del Nord. L'ingresso è caratterizzato da una versione più piccola della statua del Chollima di Pyongyang, ed è posta su un piedistallo beige alto più di sei metri.

## Legami con l'Italia
L'affiliazione dello studio con l'Italia è iniziata nel 2005 con Pier Luigi Cecioni, la cui posizione di presidente di un'orchestra a Firenze gli ha permesso di entrare in contatto con lo studio. L'orchestra di Cecioni è stata invitata ad esibirsi al Festival dell'amicizia della primavera a Pyongyang. Mentre era nella capitale, Cecioni chiese se la Corea del Nord avesse "qualche centro o galleria d'arte" da potergli mostrare, e fu portato allo Studio Mansudae, all'epoca era poco conosciuto al di fuori della Corea. Cecioni si offrì di aiutare lo studio "a fare qualcosa in Occidente", e nel gennaio 2006 tornò a Pyongyang con suo fratello, artista, direttore dell'Accademia di belle arti di Firenze e direttore di un centro espositivo vicino a Firenze. I fratelli Cecioni selezionarono diverse opere del Mansudae da portare in Europa e firmarono un accordo di esclusività che incaricò Pier Luigi Cecioni di essere l'intermediario dello Studio per l'Occidente. Una disposizione di questo accordo prevedeva l'organizzazione da parte di Cecioni di mostre di opere d'arte da Mansudae in Occidente.
Nello stesso periodo in cui è stata organizzata la prima di queste mostre, Cecioni iniziò a realizzare il sito web ufficiale del Mansudae, facilitando le vendite internazionali dello studio di piccole opere d'arte come i dipinti.
Alcuni artisti del Mansudae sono stati periodicamente inviati all'estero, anche in Italia. Nel 2012, Cecioni ha accompagnato alcuni artisti Mansudae alla Galleria degli Uffizi e ai Musei Vaticani.

## Importanza per la Corea del Nord
Lo Studio artistico Mansudae è estremamente importante nella Corea del Nord in quanto impiega i migliori artisti ed è l'unica organizzazione "ufficialmente autorizzata a rappresentare la dinastia della famiglia Kim". Le cariche nello studio sono prestigiose e desiderabili, soprattutto quelle per la sezione Overseas Projects. Gli artisti Mansudae inviati all'estero vivono sotto stretta sorveglianza, ma ricevono privilegi e salari migliori. Dalla sua fondazione nel 1959, il Mansudae ha riprodotto, riflesso e plasmato l'estetica del paese e contribuito attivamente alla propaganda e al culto della personalità della famiglia Kim, realizzando anche le spille di Kim Il-sung e Kim Jong-il indossate da tutti i nordcoreani. Secondo Pier Luigi Cecioni, lo studio è così importante per il Paese e il suo governo che "ha lo status di ministero [e] non è soggetto al Ministero della Cultura".